# Stenelmis calida
Stenelmis calida is een keversoort uit de familie beekkevers (Elmidae). De wetenschappelijke naam van de soort werd in 1949 gepubliceerd door Chandler.